# Proporcellio quadriseriatus
Proporcellio quadriseriatus är en kräftdjursart som först beskrevs av Karl Wilhelm Verhoeff1917.  Proporcellio quadriseriatus ingår i släktet Proporcellio och familjen Porcellionidae. Utöver nominatformen finns också underarten P. q. troglophilus.